# محمد العربي الخطابي
محمد العربي الخطّابي وزير وأديب مغربي وعالم المحقق، (1929 - 2008 م) ولد في الريف ودرس بتطوان وأنهى دراسته العالية بمصر. كاتب صحفي من مؤلفاته: حديث اليوم والغد،والمغرب في طريق الإستقلال.

## حياته
والراحل هو أحد مثقفي مدينة تطوان (شمال المغرب)، اشتهر في مدينته أديبا قبل التحاقه بالعاصمة الإدارية للمملكة بعد الاستقلال، للعمل هو وآخرون في دواوين بعض السياسيين الذين تولوا مهام حكومية سامية في الرباط، أمثال القيادي الاستقلالي، الراحل عبد الخالق الطريس، الذي تقلد في عهد الملك محمد الخامس وزارة العدل، كما ناب عن الملك، في سابقة تاريخية، أثناء إحدى زياراته الرسمية إلى الخارج. ومن بينهم أيضا، محمد الفاسي الحلفاوي، وزير البريد الأسبق الذي عمل الخطابي في ديوانه، على اعتبار أنه مزدوج اللغة (الإسبانية والعربية) مؤهل للمساهمة في مجهود تعريب الوزارة، الذي كان الفاسي بدأه بحماسة، كونه أحد عناصر بعثة الطلبة المغاربة إلى فلسطين للدراسة في نابلس وجامعتها النجاح.
ترك الخطابي وزارة البريد، ليخوض في منتصف الستينيات من القرن الماضي، تجربة العمل في الإذاعة، نائبا للمدير مكلفا الإنتاج، إلى جانب مدير الإذاعة أحمد بنسودة، الذي كان يعطف عليه ويقدر ذكاءه وإخلاصه. لكن الخطابي لم يمكث في الإذاعة طويلا. لفتت نظر الملك الحسن الثاني، نزعة الإباء المتأصلة في الرجل، فسمح له وهو في أوج عظمته بأن يسلم عليه الخطابي، وهو وزير، من دون أن ينحني لتقبيل يد الملك، جريا على التقليد المتبع في المغرب. أكبر الملك فيه أنه لا يأبى من الأفعال إلا ما هو مقتنع به. لا تعرف أشياء كثيرة عن سر علاقة التقدير التي عامل بها الملك الراحل وزيره الخطابي، ويبدو أن العامل الثقافي كان من بين أسباب إعجابه به، فخصه بتلك الحظوة. لذلك لم يكن غريبا أن يسند إليه يوم الخامس من أبريل (نيسان) عام 1974 حقيبة وزارة التشغيل والشؤون الاجتماعية، فقد نودي عليه من جنيف، حيث كان ضمن البعثة المغربية لدى منظمات الأمم المتحدة بالعاصمة السويسرية، حيث اكتسب خبرة في المكتب الدولي للشغل، الذي أصبح رئيس مجلسه الإداري. ومن جنيف، كان الخطابي، يوافي بانتظام جريدة «العلم» المغربية، الوحيدة إذ ذاك في الساحة الإعلامية، بمقالات وخواطر وتأملات ذاتية رقيقة ذات منحى صوفي، اختار لها عنوان «من زوايا غربتي»، غير مكترث بكون جريدة حزب الاستقلال، لسان المعارضة، وهو الموظف في الجهاز الحكومي.
ظل الخطابي في وزارة التشغيل، إلى غاية أكتوبر (تشرين الأول) 1977، من دون أن تسجل أزمة بينه وبين الاتحادات العمالية، فقد برهن على أنه رجل الحوار الهادئ، ليتقلد بعدها مسؤولية وزارة الإعلام، وهو منصب حساس في ذلك الظرف السياسي المحتقن، كان تعيينه فيه مفاجأة حقا. وجد الرجل نفسه في الواجهة، لكنه قرر منذ البداية أن يظل وفيا لخط قناعاته، فلم يدخل في صراع إعلامي مع المعارضة الحزبية القوية آنذاك، بل إن الإذاعة والتلفزيون، عرفا في عهده ما أصبح يدعى لاحقا بين العاملين فيهما بـ«ربيع الخطابي».
ترك الخطابي وزارة الإعلام في مارس (آذار) 1979، لينصرف بعدها للتأليف والكتابة، إلى أن نادى عليه الملك الحسن الثاني، ربما باقتراح من المستشار بنسودة، وأوكل إليه الإشراف على الخزانة الملكية. استند الملك في ذلك التعيين على خبرة سابقة للخطابي، الذي سبق أن عمل في المكتبة العامة بتطوان قبل أن يلتحق بالرباط. إن سجل حياة الراحل، حافل بالمناقب الكثيرة، يكفي أنه رفض بشهامة استعمال اسم عائلته «الخطابي» في معارك سياسية، فقد عرضت عليه إغراءات مالية سخية، في بداية الستينيات من القرن الماضي، في مقابل أن يبارك ميلاد حزب سياسي موال للقصر، من دون اشتراط انضمامه إلى أجهزته.
لا يذكر الكثيرون أن الخطابي، كان ضمن الوفد المغربي المفاوض، الذي ذهب إلى مدريد بعد إعلان المسيرة الخضراء وصدور حكم محكمة العدل الدولية بخصوص الصحراء، أواخر عام 1975، حيث وقعت إسبانيا والمغرب وموريتانيا ما أصبح يدعى في الحوليات الدبلوماسية الدولية «اتفاق مدريد الثلاثي»، الذي أقرت فيه إسبانيا بحق المغرب وموريتانيا في المحافظات الصحراوية. لم يختر الملك الراحل الخطابي، لإتقانه اللغة الإسبانية فقط، بل لأنه كان يدرك أنه مفاوض هادئ وكتوم وعميق، وقبلهما وبعدهما، وطني صادق لا يمكن أن يساوم أحد على إخلاصه.